# 17770 Baumé
17770 Baumé là một tiểu hành tinh vành đai chính với chu kỳ quỹ đạo là 1491.4975319 ngày (4.08 năm).
Nó được phát hiện ngày 1 tháng 3 năm 1998.